# Peprilus
Peprilus is een geslacht van straalvinnige vissen uit de familie van grootbekken (Stromateidae). Het geslacht is beschreven in 1829 door Cuvier.

## Soorten
- Peprilus burti Fowler, 1944
- Peprilus medius (Peters, 1869)
- Peprilus ovatus Horn, 1970
- Peprilus paru (Linnaeus, 1758)
- Peprilus simillimus (Ayres, 1860)
- Peprilus snyderi Gilbert & Starks, 1904
- Peprilus triacanthus (Peck, 1804) (Peprilus triacanthus)